# Грома

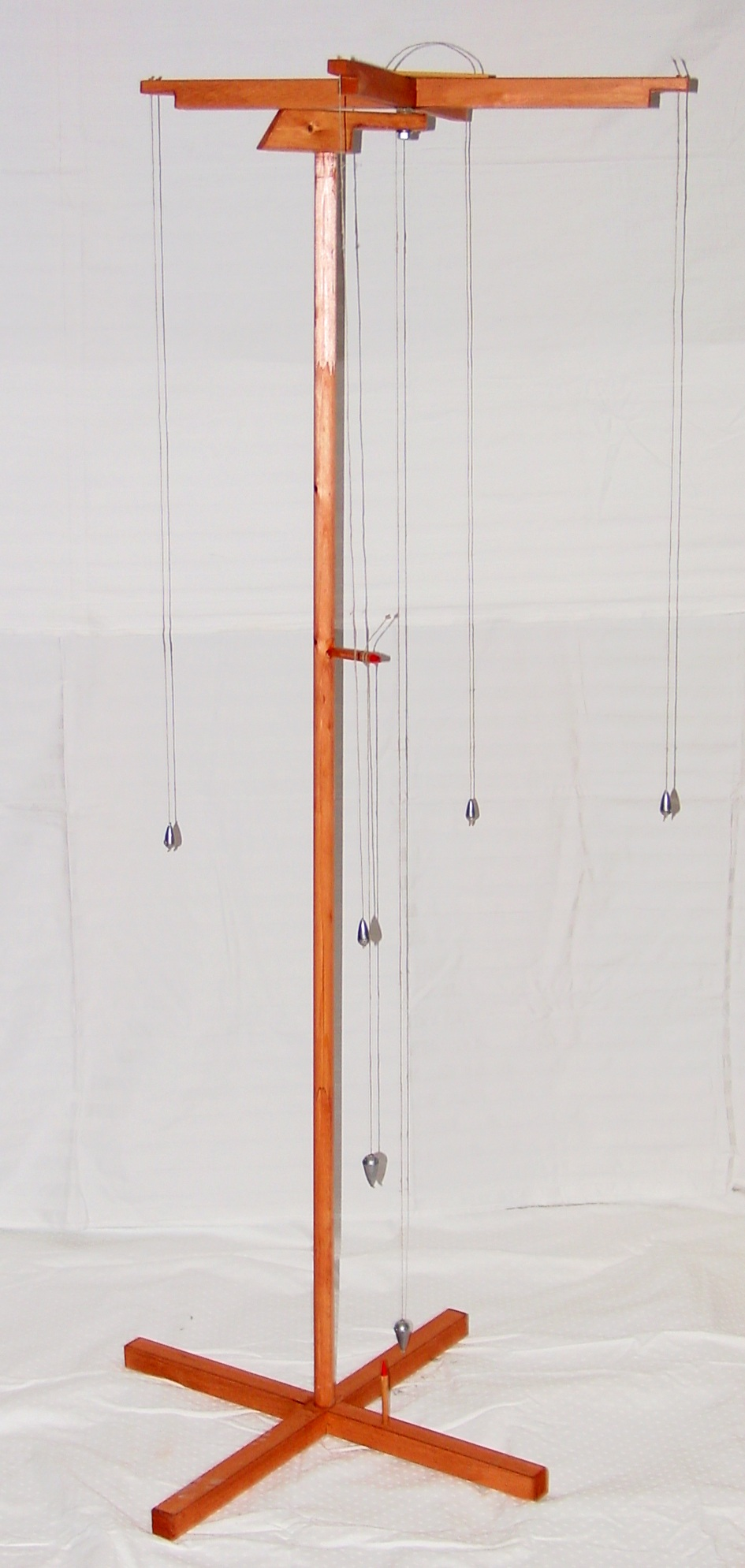
Грома (реконструкція)

Грома (лат. groma, gruma) — вимірювальний та геодезичний інструмент давньоримських агріменсорів .

## Назва
Назва, ймовірно, походить від спотвореного в етруській грецького слова γνώμων (див. гномон) у значенні «кутник». 
Латинською називалося також ferramentum (букв. «залізний пристрій», за матеріалом основної частини), tetrans і stella («зірка», за формою верхньої частини).

## Пристрій та застосування

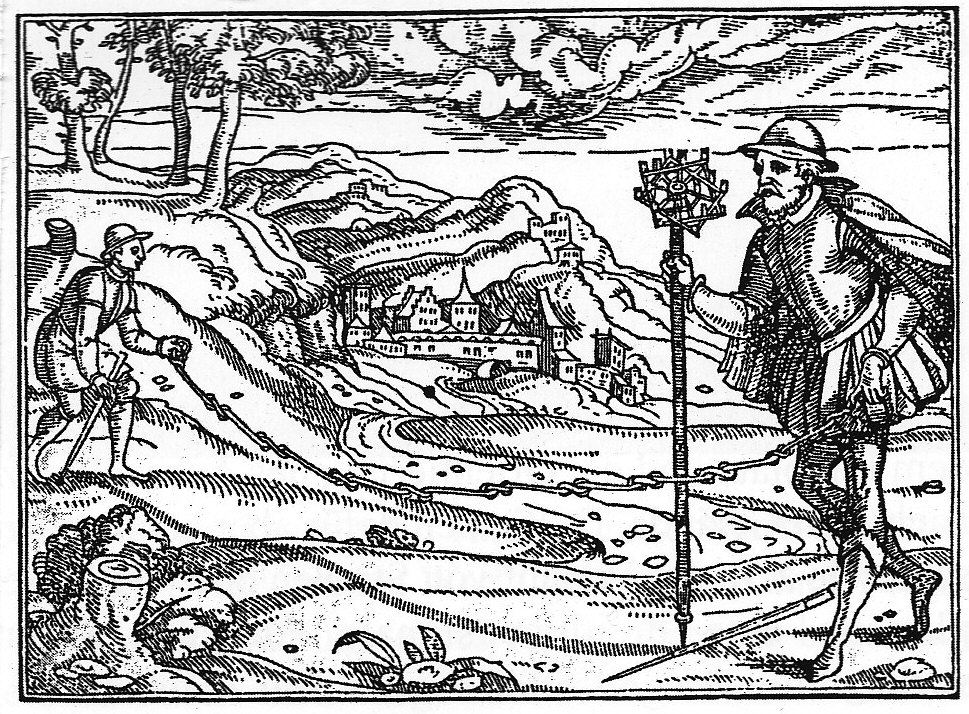
Агріменсор з громою і помічник з ланцюгом. Гравюра Карла Штефана та Йоганна Лібгальта; Страсбург, 1579

Складається з довгої вертикальної жердини, до вершини якого прикріплена поперечка (або хрест) на поворотному механізмі; вона може переміщатися горизонтально. 
До кожного кінця поперечки (хреста) прикріплено виска. 
Встановивши грому в ґрунті, агріменсор фіксував хрест відповідно сторонам світла, орієнтуючись за становищем сонця і схилом. 
Помічник відходив на сто кроків і клав вантаж, який позначав напрямок, відповідно до вказівок агріменсора. 
Так відзначалися осі майбутньої розмітки, що відповідають сторонам світла.
Грома спочатку використовувалася в етруському ритуалі заснування міст, потім землемірами в Римі, зокрема, при розмірені землі під будівництво міста чи римського табору. 
«Громою» називали також центр такого табору чи форуму у місті, перетин кардо та декумануса, тому що прямий кут цього перетину спочатку був накреслений агріменсором за допомогою громи.
Декілька гром виявлено при розкопках, можлива детальна реконструкція їхнього пристрою.